# Eupithecia lithographata
Euphitecia lithographata es una especie de polilla de la familia Geometridae. La especie fue descrita por primera vez por Hugo Theodor Christoph habiendo sido descrita en 1910, con distribución en Irán. 

## Descripción
Se distingue de otras especies de la región por tener el cuerpo, la cabeza y las alas de un rico color ocre y la línea post-mediana sin formar la caracaterëstica serie de marcas oscuras en las venas, su línea ondulada es ancha, nublada y rota, mientras que la línea terminal oscura en otras especies está obsoleta. La mancha y puntos discales generalmente son de mayor tamaño.